# HMCS Chambly (1940)
HMCS Chambly (K116) (с англ. — «Его Величества Канадский Корабль «Шамбли»») — корвет типа «Флауэр», служивший в Королевском военно-морском флоте Канады в годы Второй мировой войны. Назван в честь города Шамбли канадской провинции Квебек. Во время Второй мировой войны нёс службу в составе Ньюфаундлендских конвойных сил, потопил немецкую субмарину U-501. В 1952 году был продан Нидерландам, в дальнейшем использовался в качестве торгового судна вплоть до 1966 года.

## Проект «Флауэр»

### Общее описание
Корветы типа «Флауэр», состоявшие на вооружении Королевского ВМФ Канады во время Второй мировой войны (такие, как «Камроуз»), отличались от более ранних и традиционных корветов с днищевыми колонками. Французы использовали наименование «корвет» для обозначения небольших боевых кораблей; некоторое время британский флот также использовал этот термин вплоть до 1877 года. В 1930-е годы в канун войны Уинстон Черчилль добился восстановления класса «корвет», предложив называть так маленькие корабли сопровождения, схожие с китобойными судами. Новому типу корветов было присвоено название «Флауэр»; корветам, как следовало из наименования этого типа, присваивали имена цветов.
Корветы, принятые на вооружение Королевским военно-морским флотом Канады, были названы преимущественно в честь канадских местечек, жители которых участвовали в строительстве кораблей. Эту идею отстаивал адмирал Перси Уокер Неллз. Компании, финансировавшие строительство, как правило, были связаны с местечками, в честь которых был назван каждый корвет. Корветы британского флота занимались сопровождением в открытом море, корветы канадского флота — береговой охраной (играя преимущественно вспомогательную роль) и разминированием. Позже канадские корветы были доработаны так, чтобы нести службу и в открытом море.

### Технические характеристики
Корветы типа «Флауэр» имели следующие главные размерения: длина — 62,5 м, ширина — 10 м, осадка — 3,5 м. Водоизмещение составляло 950 т. Основу энергетической установки составляла 4-тактная паровая машина тройного расширения и два котла мощностью 2750 л. с. (огнетрубные котлы Scotch у корветов программы 1939—1940 годов и водотрубные у корветов программы 1940—1941 годов). Тип «Флауэр» мог развивать скорость до 16 узлов, его автономность составляла 3500 морских миль при 12 узлах, а экипаж варьировался от 85 (программа 1939—1940 годов) до 95 человек (программа 1940—1941 годов).
Главным орудием корветов типа «Флауэр» было 102-мм морское орудие Mk IX. Зенитное вооружение состояло из спаренных 12,7-мм пулемётов Vickers и 7,7-мм пулемётов Lewis, позже заменённых на сдвоенные 20-мм пушки «Эрликон» и одиночные 40-мм орудия Mk VIII. В качестве противолодочного оружия использовались бомбосбрасыватели Mk II. Роль радиолокационного оборудования играли радары типа SW1C или 2C, которые по ходу войны были заменены на радары типа 271 для наземного и воздушного обнаружения, а также радары типа SW2C или 2CP для предупреждения о воздушной тревоге. В качестве сонаров использовались гидроакустические станции типа 123A, позже заменённые на типы 127 DV и 145.

## Строительство
Корвет «Шамбли» был заказан 20 января 1940 года, заложен 20 февраля компанией «Canadian Vickers Ltd.» в Монреале, спущен на воду 29 июля и принят в состав КВМС Канады 18 декабря того же года.

## Служба во время войны
Первым командиром корвета «Шамбли» стал капитан Джеймс Д. Прентис, который отвечал за организацию учений корветов КВМС Канады до 1942 года. В мае 1941 года «Шамбли» под его командованием принял участие в секретных испытаниях корабельного камуфляжа для сокрытия в ночных условиях корвета от подводных лодок; 12 мая 1941 года на корвте был установлен метровый радар SW1C (на волны длиной 1,5 м), который использовался позднее для борьбы с подлодками. 23 июня 1941 года участвовал в обороне конвоя HX-133 как часть Ньюфаундлендских конвойных сил; в сентябре 1941 года в ходе обороны конвоя SC-42 корветом «Шамбли» была потоплена подводная лодка U-501.
Прентис позднее стал старшим офицером Центральноокеанских конвойных сил (MOEF), группы C1 в августе 1942 года и оставался на этом посту до присоединения к штабу адмирала Леонарда Мюррея. «Шамбли» отправился на ремонт в ноябре 1942 года, по пути успел принять участие в боях за конвои KMS-11G и MKS-10 в составе группы C2. Позже приписан к 9-й вспомогательной группе, в её составе оборонял конвои ONS-18 и ON-202 и во время одного из боёв чудом избежал попадания акустической торпеды, которая взорвалась прямо за кормой у корвета. В начале 1944 года прошёл очередной ремонт и к концу войны сопроводил ещё 16 конвоев без единой потери.
20 июня 1945 года «Шамбли» исключён из состава флота, продан в 1952 году Нидерландам и переименован в торговое судно «Соня Винке» (нидерл. Sonja Vinke) в 1954 году. 10 октября 1966 года разрезан на металл компанией «Recuperaciones Submarinas S.A» в испанском Сантандере.

### Трансатлантические конвои
| Конвой        | Эскортная группа           | Дата                        | Примечания                                                                        |
| ------------- | -------------------------- | --------------------------- | --------------------------------------------------------------------------------- |
| SC 99         | MOEF, группа C1            | 9—19 сентября 1942          | 59 кораблей добрались без потерь из Ньюфаундленда в Северную Ирландию             |
| ON 133        | MOEF, группа C1            | 26 сентября—5 октября 1942  | 35 кораблей добрались без потерь из Северной Ирландии в Ньюфаундленд              |
| HX 211        | MOEF, группа C1            | 13—20 октября 1942          | 29 кораблей добрались без потерь из Ньюфаундленда в Северную Ирландию             |
| ON 143        | MOEF, группа C1            | 2—11 ноября 1942            | 26 кораблей добрались без потерь из Северной Ирландии в Ньюфаундленд              |
|               |                            |                             |                                                                                   |
| KMS 11G       | MOEF, группа C2            | 14—24 марта 1943            | Один корабль затонул после авианалёта на пути из Ферт-оф-Клайд в Средиземное море |
| MKS 10        | MOEF, группа C2            | 27 марта—5 апреля 1943      | Один корабль торпедирован и затонул на пути из Средиземного моря в Ливерпуль      |
| HX 237        | MOEF, группа C2            | 7—16 мая 1943               | 46 кораблей добрались без потерь из Ньюфаундленда в Северную Ирландию             |
| ON 186        |                            | 25 мая—2 июня 1943          | 44 корабля добрались без потерь из Северной Ирландии в Ньюфаундленд               |
| HX 243        |                            | 12—20 июня 1943             | 76 кораблей добрались без потерь из Ньюфаундленда в Северную Ирландию             |
| ON 191        |                            | 2—7 июля 1943               | 60 кораблей добрались без потерь из Северной Ирландии в Ньюфаундленд              |
| HX 248        |                            | 21—28 июля 1943             | 89 кораблей добрались без потерь из Ньюфаундленда в Северную Ирландию             |
| ON 196        |                            | 9—16 августа 1943           | 78 кораблей добрались без потерь из Северной Ирландии в Ньюфаундленд              |
| ONS 18/ON 202 | 9-я вспомогательная группа | 19—25 сентября 1943         | 10 кораблей торпедированы, 9 затонули на пути из Северной Ирландии в Ньюфаундленд |
| SC 143        |                            | 2—11 октября 1943           | Один корабль торпедирован и затонул на пути из Ньюфаундленда в Северную Ирландию  |
| ONS 21        |                            | 23 октября—2 ноября 1943    | 33 корабля добрались без потерь из Северной Ирландии в Ньюфаундленд               |
|               |                            |                             |                                                                                   |
| HX 291        |                            | 15—27 мая 1944              | 99 кораблей добрались без потерь из Ньюфаундленда в Северную Ирландию             |
| ON 239        |                            | 4—15 июня 1944              | 97 кораблей добрались без потерь из Северной Ирландии в Ньюфаундленд              |
| HX 296        |                            | 24 июня—2 июля 1944         | 91 корабль добрался без потерь из Ньюфаундленда в Северную Ирландию               |
| ON 244        |                            | 11—18 июля 1944             | 56 кораблей добрались без потерь из Северной Ирландии в Ньюфаундленд              |
| HX 301        |                            | 30 июля—8 августа 1944      | 130 кораблей добрались без потерь из Ньюфаундленда в Северную Ирландию            |
| ON 249        |                            | 19—28 августа 1944          | 153 корабля добрались без потерь из Северной Ирландии в Ньюфаундленд              |
| HX 306        |                            | 6—17 сентября 1944          | 120 кораблей добрались без потерь из Ньюфаундленда в Северную Ирландию            |
| ONS 33        |                            | 30 сентября—10 октября 1944 | 51 корабль добрался без потерь из Северной Ирландии в Ньюфаундленд                |
| HX 314        |                            | 20—29 октября 1944          | 63 корабля добрались без потерь из Ньюфаундленда в Северную Ирландию              |
| ON 265        |                            | 10—19 ноября 1944           | 55 кораблей добрались без потерь из Северной Ирландии в Ньюфаундленд              |
| HX 322        |                            | 29 ноября—7 декабря 1944    | 38 кораблей добрались без потерь из Ньюфаундленда в Северную Ирландию             |
| ON 273        |                            | 19—30 декабря 1944          | 64 корабля добрались без потерь из Северной Ирландии в Ньюфаундленд               |
| HX 330        |                            | 7—17 января 1945            | 45 кораблей добрались без потерь из Ньюфаундленда в Северную Ирландию             |
| ONS 41        |                            | 30 января—15 февраля 1945   | 34 корабля добрались без потерь из Северной Ирландии в Ньюфаундленд               |
| HX 339        |                            | 23 февраля—3 марта 1945     | 79 кораблей добрались без потерь из Ньюфаундленда в Северную Ирландию             |
| ONS 44        |                            | 12—27 марта 1945            | 21 корабль добрался без потерь из Северной Ирландии в Ньюфаундленд                |

## Командиры
С момента принятия корвета «Шамбли» в состав КВМФ Канады и до завершения боевых действий Второй мировой войны в Европе корветом командовали следующие офицеры:
| Воинское звание     | Имя командира              | Оригинал имени               | Начало службы   | Конец службы   |
| ------------------- | -------------------------- | ---------------------------- | --------------- | -------------- |
| Лейтенант-коммандер | Фрэнк Крайтон Смит         | Frank Crighton Smith         | 18 декабря 1940 | 25 марта 1941  |
| Коммандер           | Джеймс Дуглас Прентис      | James Douglas Prentice       | 26 марта 1941   | 13 ноября 1942 |
| Лейтенант-коммандер | Энтони Фенуик Пикард       | Anthony Fenwick Pickard      | 14 ноября 1942  | 26 января 1944 |
| Лейтенант           | Стивен Далримпл Тейлор     | Stephen Dalrymple Taylor     | 27 января 1944  | 22 июня 1944   |
| Лейтенант           | Хедли Аллен Овенде         | Hedley Allen Ovenden         | 23 июня 1944    | 20 июля 1944   |
| Лейтенант-коммандер | Стивен Далримпл Тейлор     | Stephen Dalrymple Taylor     | 21 июля 1944    | 13 мая 1945    |
| Лейтенант-коммандер | Джон Бертранд Брюнсуик Шоу | John Bertrand Brunswick Shaw | 14 мая 1945     | 20 июня 1945   |